# 瓜達洛塞河

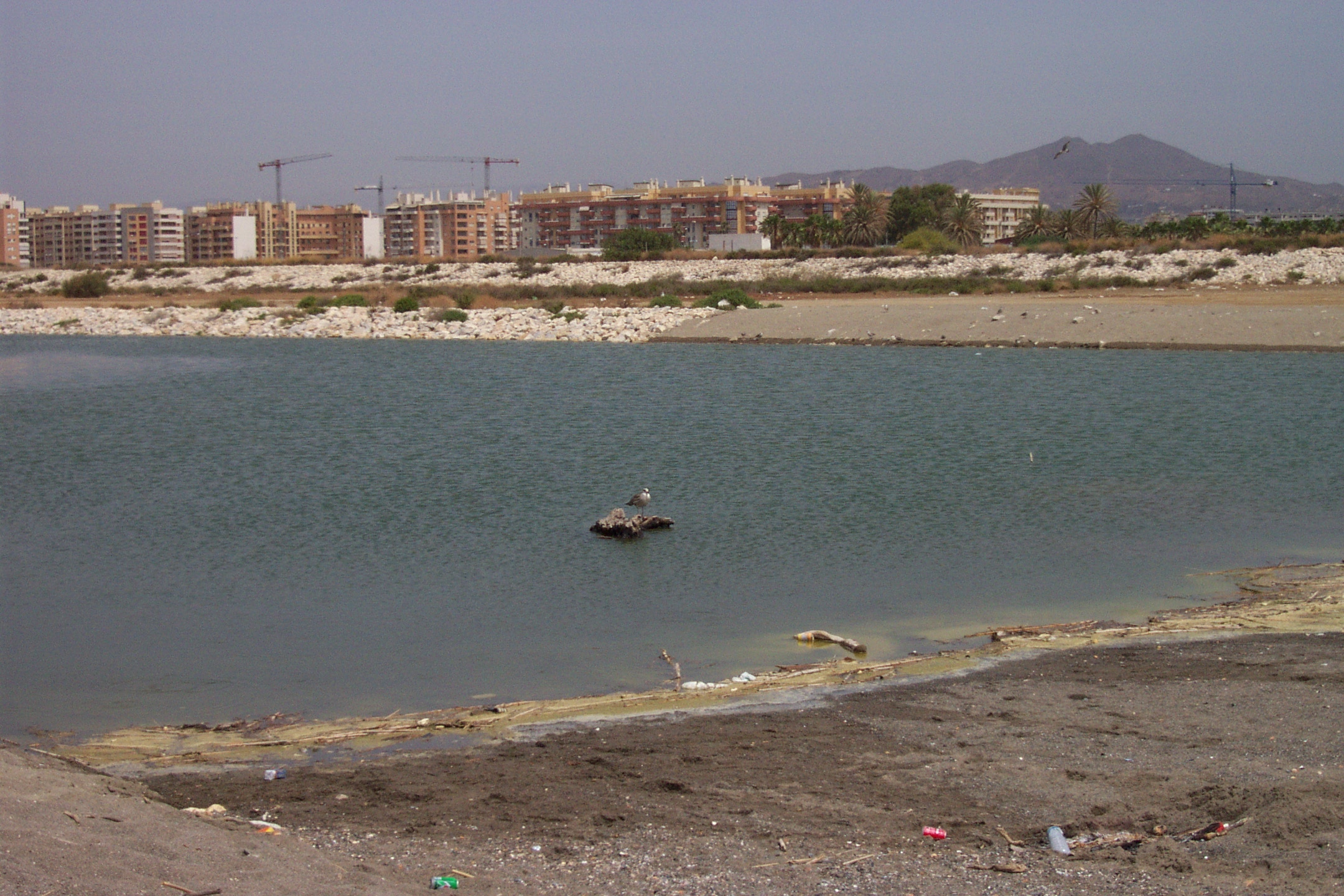
瓜達洛塞河

瓜達洛塞河（西班牙語：Río Guadalhorce）是西班牙的河流，位於該國東南部馬拉加省，最終在馬拉加以西注入地中海，河道全長166公里，平均流量每秒8立方米，河道上建有水力發電站。
36°39′58″N 4°27′18″W / 36.666°N 4.455°W